# Taizan Maezumi

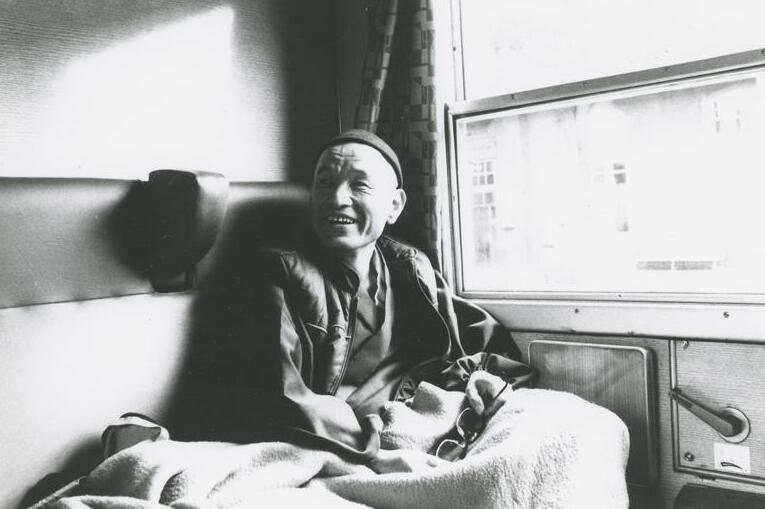
Rōshi Taizan Maezumi podczas podróży w Polsce w 1992 roku

Hakuyū Taizan Maezumi (jap. 前角博雄 Maezumi Hakuyū; ur. 24 lutego 1931, zm. 15 maja 1995) – japoński mistrz zen działający w USA, twórca Zen Center of Los Angeles oraz Zen Mountain Center.

## Życiorys

### Początkowe lata w Japonii
Hakuyū Maezumi urodził się w mieście Ōtawara w prefekturze Tochigi. Jego ojcem był rōshi Hakujun Kuroda ze szkoły sōtō. Maezumi miał pięciu braci, z których każdy został kapłanem zen. Jednak Maezumi nie nosił nazwiska swojego ojca (Kuroda), tylko nazwisko matki (Maezumi). Przyczyną tego była chęć utrzymania rodzinnej linii matki, gdyż nie miała ona braci.
25 marca 1942 roku Maezumi w wieku 11 lat przyjął mnisią ordynację (nowicjat), otrzymał imię Taizan (Wielka Góra) i rozpoczął praktykę zen w świątyni ojca – Koshin. Chociaż równocześnie chodził do szkoły, to koncentrował się głównie na praktyce zen. Jako nastolatek zaczął uczyć się języka angielskiego od amerykańskich żołnierzy z wojsk okupacyjnych, którzy zamienili świątynię ojca w kwaterę wojskową.
W wieku 16 lat Maezumi opuścił Ōtawarę i udał się do Tokio, gdzie rozpoczął studia pod kierunkiem rōshiego Koryu Osaki, świeckiego mistrza zen ze szkoły rinzai i przyjaciela jego ojca. Koryu Osaka skupiał się na praktyce zen dla laików, co później stało się bardzo znaczące w nauczaniu Maezumiego. Równocześnie jego studia u tego mistrza zen były także krokiem w jego synkretycznej edukacji zen, która zamazała tradycyjne granice rozdzielające tradycję sōtō od tradycji rinzai. W 4 lata później Maezumi rozpoczął studia na Uniwersytecie Komazawa, głównym centrum edukacji szkoły sōtō. W 1954 roku ukończył studia, otrzymując tytuł magistra filozofii wschodnioazjatyckiej i literatury.
2 lata później, w wieku 24 lat, otrzymał przekaz Dharmy (jap. shiho) od swojego ojca oraz ukończył trening w dwóch głównych klasztorach szkoły sōtō – Eihei i Sōji. W tym samym roku pełnił w tych klasztorach funkcję „honorowego opata” (jap. zuise).

### Stany Zjednoczone
Prawdopodobnie z powodu znajomości j. angielskiego Maezumi został wyznaczony przez szkołę sōtō do podróży do USA i służenia jako kapłan japońskim imigrantom w Kalifornii. Maezumi przybył do Los Angeles w 1956 roku w wieku 25 lat. Miał pełnić funkcję kapłana w świątyni Zenshu, głównej świątyni sōtō w USA, która prowadzona była wtedy przez Togana Sumi. Równocześnie z pełnieniem funkcji kapłańskich Maezumi rozpoczął studiowanie j. angielskiego w Los Angeles na Pasadena City College, a później na San Francisco University. Na uniwersytecie spotkał Shunryū Suzukiego i innych pionierów zen w Ameryce.
Aby zarobić na życie imał się różnych prac – był tłumaczem biznesmenów, pisał „wróżby” dla ciasteczek szczęścia do chińskich restauracji itd. Wtedy także ożenił się, jednak małżeństwo to zakończyło się rozwodem.
Maezumi zaangażował się także mocno w medytację, studia kōanowe i studiowanie tekstów buddyjskich. Przeczytał Shōbōgenzō pod kierunkiem rōshiego Reirina Yamady, rozpoczął poważne studia kōanowe u Nyogena Senzaki. Jego wpływ na Maezumiego wyraził się w przyjęciu przez niego niewyobrażalnej poprzednio idei, że praktyka zen może zainteresować kogoś spoza kręgu buddyjskiego. Ze względu na nikłe zainteresowanie praktyką zen u swoich parafian, Maezumi zaczął prowadzić raz w tygodniu sesje medytacyjne w świątyni.
Najbardziej znacząca dla ukształtowania się jego jako nauczyciela zen była praktyka pod kierunkiem mistrza zen Hakuuna Yasutaniego. Rozpoczął ją na początku lat 60. XX wieku, mniej więcej w tym samym okresie, gdy założył Zen Center of Los Angeles. Praktyka ta doprowadziła jego zainteresowanie kōanami do dojrzałości. Gdy Yasutani przybył do USA z wykładami i w celu prowadzenia medytacji, Maezumi służył mu jako tłumacz.
W 1969 roku Maezumi udał się do Japonii aby ukończyć swój trening kōanowy pod kierunkiem mistrza Yasutaniego. Prowadzenie ośrodka zen w Los Angeles przekazał swojemu uczniowi i potem spadkobiercy – Berniemu Glassmanowi. W grudniu 1970 roku Maezumi otrzymał certyfikat ukończenia praktyki (jap. inka). W tym czasie do jego ośrodka zen w Los Angeles przybył rōshi Koryu Osaka. Odnowili swoje relacje nauczyciel-uczeń i w 1973 roku Maezumi ukończył trening kōanowy pod jego kierunkiem i również otrzymał inka. Tym samym dało mu to unikalną pozycję, gdyż otrzymał autoryzacje od trzech różniących się linii przekazu: sōtō, rinzai i Harada-Yasutani.

### Mistrz zen
Pod wpływem literatury beatników oraz prac D.T. Suzukiego w połowie lat 60. XX wieku zaczęło narastać zainteresowanie praktyką zen wśród Amerykanów. Na cotygodniowe spotkania poświęcone praktyce zen i prowadzone przez Maezumiego w świątyni zaczęło przychodzić kilku Amerykanów niejapońskiego pochodzenia. Ponieważ inni kapłani, a także parafianie byli sceptycznie nastawieni do działalności Maezumiego, przeniósł on swoją medytacyjną grupę najpierw do mieszkania na ulicy Serrano, a w 1967 roku do domu w koreańskiej dzielnicy Los Angeles. Wkrótce zmieniono nazwę ośrodka na Zen Center of Los Angeles. Ośrodek ten został zarejestrowany jako świątynia zen szkoły sōtō pod nazwą Busshin-ji (Świątynia Prawdy Buddy). Do tego ośrodka przyjeżdżał rōshi Yasutani i przeprowadzał najbardziej wpływowe sesje medytacyjne w historii amerykańskiego zenu. Po otrzymaniu inka od Yasutaniego autorytet Maezumiego jako mistrza zen wzrósł niepomiernie.
Zen Center of Los Angeles rozwijał się nieustannie i pod koniec lat 70. XX wieku stał się jedną z najbardziej znaczących i wpływowych religijnych instytucji w Los Angeles. Osobowość Maezumiego jako nauczyciela przyciągała setki nowych uczniów, co spowodowało konieczność powiększania ośrodka. Na początku lat 80. XX wieku ośrodek ten zajmował już prawie cały kwartał (ang. city block), łącznie z kilkoma kilkupiętrowymi budynkami apartamentowymi.
Maezumi wprowadził rygorystyczny typ praktyki i w większej części była to praktyka ortodoksyjna. Tradycyjne procedury ceremonii sōtō musiały być wykonywane dokładnie. Uczniowie i wizytujący spędzali długie godziny w zazen; regularnie odbywały się całotygodniowe odosobnienia medytacyjne, na których odbywała się praktyka kōanowa według tradycyjnego wzoru. Maezumi (a potem także starsi uczniowie) wyznaczali uczniom kōany w zależności od ich umysłowych i duchowych możliwości. Studia kōanowe były podkreślane przez okresowe dokusan – prywatne rozmowy nauczyciela z uczniem, których celem było rozwiązanie kōanu. Regularnymi gośćmi byli nauczyciele z USA lub Japonii – prowadzili wykłady (jap. teishō) i przeprowadzali tradycyjne ceremonie. Chociaż Maezumi zachęcał uczniów do stworzenia nowej amerykańskiej tradycji zen, to w jego ośrodku zachowywał on ścisłe przestrzeganie reguł ortodoksyjnych praktyk sōtō.
W 1975 roku Maezumi poślubił Marthę Ekyo Maezumi, z którą miał trójkę dzieci: Kirsten Mitsuyo, Yuri Jundo i Shira Yoshimi.
Na początku lat 80. w ośrodku mieszkało i oddawało się całkowicie porannej i wieczornej praktyce oraz brało udział w regularnych tygodniowych odosobnieniach ponad 100 osób. Ośrodek wydał książkę The Way of Everyday Live oraz publikował periodyk The Ten Directions. Wydawnictwa te jeszcze bardziej zwróciły uwagę na Maezumiego i jego ośrodek zen. Zaczęły się tworzyć ośrodki filialne, najpierw w USA, potem w Ameryce Północnej i wreszcie w Europie. Zakupiono ziemię w górach San Jacinto w pobliżu Idyllwild w Kalifornii i wybudowano Zen Mountain Center. W 1976 roku Maezumi założył „Kuroda Institute for the Study of Buddhism and Human Values” jako edukacyjne ramię Zen Center of Los Angeles. Instytut organizował konferencje, kolokwia i zajmował się publikacją tekstów.
Maezumi przekazał buddyjskie wskazania ponad 500 ludziom: lekarzom, prawnikom, psychiatrom, profesorom, cieślom, elektrykom itd. Przeprowadził ceremonie ordynacyjne dla 68 kapłanów i dokonał przekazu Dharmy 12 swoim uczniom. Rōshi Maezumi był najbardziej znanym i podziwianym mistrzem zen na Zachodzie. Symbolizował wręcz duchowy geniusz zenu.

#### Kryzys
W 1983 roku, w momencie największych wpływów Maezumiego i olbrzymiego sukcesu jego organizacji zen, dwie kryzysowe sytuacje podkopały jego obraz jako mistrza zen i uderzyły w organizację.
Pierwszym szokiem było ujawnienie, że Maezumi utrzymywał seksualne relacje z kilkoma ze swoich uczennic, łącznie z jedną, która otrzymała przekaz Dharmy. Chociaż lata 70. były okresem „wolnej miłości” również w Zen Center, to praktykujących zszokowała informacja, że mistrz zen skompromitował swoją pozycję autorytetu duchowego przywódcy i pogwałcił przysięgę małżeńską. Równocześnie ujawniono drugą szokującą sprawę, która również podkopała jego obraz jako autentycznego mistrza zen. Maezumi okazał się alkoholikiem, a jego spożywanie alkoholu stało się zupełnie niekontrolowane. W wyniku otwartej dyskusji poświęconej tym problemom, Maezumi poddał się kuracji w centrum odwykowym Betty Ford Clinic. Jego żona z dziećmi opuściła Zen Center of Los Angeles.
Po ujawnieniu tych spraw, wielu uczniów natychmiast odeszło z ośrodka. Spadkobierczyni Maezumiego Charlotte Joko Beck opuściła Los Angeles i założyła nowy samodzielny ośrodek zen w San Diego, odrzucając afiliację z Zen Center of Los Angeles i Mazeumim. Ponieważ drastycznie spadła liczba uczniów, ośrodek nie miał pieniędzy na utrzymanie i rozpoczęto sprzedaż nieruchomości ośrodka. W ciągu kilku lat ośrodek z olbrzymiego centrum praktyki stał się zauważalnie mniejszy o ograniczonym zakresie działania.
Maezumi nauczał w nim jeszcze przez ponad 10 lat, stopniowo odzyskując niektórych dawnych uczniów i zyskując nowych. Jednym z efektów kryzysu było rozpierzchnięcie się jego czołowych uczniów po Ameryce Północnej i zakładanie przez nich nowych innowacyjnych ośrodków zen, w których powstał amerykański styl zen.
W 1995 roku Maezumi udał się Japonii, aby odwiedzić rodzinę i liderów szkoły sōtō. Nocą 15 maja 1995 roku zmarł w Tokio na atak serca w wannie po kolacji z braćmi i spożywaniu alkoholu.

## Prace literackie
- 1976 On Zen Practice: Body, Breath, Mind（バーニー・グラスマン・徹玄との共著）
- 1978 On Zen Practice 2: Body, Breath, Mind (znana także jako The Hazy Moon of Enlightenment)（バーニー・グラスマン・徹玄との共著）
- 1978  Way of Everyday Life
- 1998 Echoless Valley
- 2001 Appreciate Your Life: Zen Teachings of Taizan Maezumi Roshi
- 2001 Teaching of the Great Mountain: Zen Talks by Taizan Maezumi

## Linia przekazu Dharmy
Pierwsza liczba oznacza liczbę pokoleń od Pierwszego Patriarchy chan w Indiach Mahakaśjapy.
Druga liczba oznacza pokolenia od Pierwszego Patriarchy chan w Chinach Bodhidharmy.
Trzecia liczba oznacza początek nowej linii przekazu w Japonii.
Czwarta liczba oznacza początek nowej linii przekazu w USA lub innym kraju poza Japonią.
- ; Linia przekazu Maezumiego jako ucznia rōshiego Hakuuna Yasutaniego
- 51/24. Tiantong Rujing (1163–1228)
  - 52/25/1. Eihei Dōgen Kigen (1200–1253) Japonia. Szkoła sōtō
    - 53/26/2. Eihei Koun Ejō (1198–1280) (Eiheiji)
      - 54/27/3. Daijo Tetsū Gikai (1219–1309) (Daijōji)
        - 55/28/4. Eiko Keizan Jōkin (1267–1325) (Daijōji)
          - 56/29/5. Meihō Sotetsu (1277–1350)
            - 57/30/6. Shugan Dojin
              - 58/31/7. Tessan Shikaku
                - 59/32/8. Keigan Eisho
                  - 60/33/9. Chuzan Ryoun
                    - 61/34/10. Gizan Tonin
                      - 62/35/11. Jogaku Kenryu
                        - 63/36/12. Kinen Horyu
                          - 64/37/13. Daishitsu Chisen
                            - 65/38/14. Kokei Shojun
                              - 66/39/15. Sesso Yuho
                                - 67/40/16. Kaiten Genju
                                  - 68/41/17. Suzan Shunsho
                                    - 69/42/18. Chozan Ginetsu
                                      - 70/43/19. Fukujo Kochi
                                        - 71/44/20. Myodo Yuton
                                          - 72/45/21. Hakuho Genteki
                                            - 73/46/22. Ges'shū Sokō (1618–1696)
                                              - 74/47/23. Tokuō Ryōkō (1648–1709)
                                                - 75/48/24. Hogen Soren
                                                  - 76/49/25. Sekiso Tesshu
                                                    - 77/50/26. Ryuko Ryoshu
                                                      - 78/51/27. Renzan Soho
                                                        - 79/52/28. Motsugai Shido
                                                          - 80/53/29. Gukei Youn
                                                            - 81/54/30. Kakusho Sodo Harada (1844–1931)
                                                              - 82/55/31. Daiun Sogaku Harada (1871–1961)
                                                                - 83/56/32. Taji Genki (1889–1953)
                                                                - 83/56/32. Bantetsugu Tetsugyu Ban (1910–1996)
                                                                  - 84/57/33. Maura Soshin O'Halloran (1955–1982)
                                                                  - 84/57/33. Tetsujyo Deguchi (ur. 1951)

                                                                - 83/56/32. Tangen Harada (ur. 1924)
                                                                  - 84/57/33/1. Daido Hōgen Yamahata (ur. 1935) Australia

                                                                - 83/56/32. Horyu Ishiguro
                                                                - 83/56/32. Sozen Nagasawa
                                                                - 83/56/32. Etsudo Nishiwaki (ur. 1913)
                                                                - 83/56/32. Taji Genki (1889–1953)
                                                                - 83/56/32. Hongyō Genshū Watanabe (1869–1963)
                                                                - 83/56/32. Hakuun Ryōkō Yasutani (1885–1973) Sanbō Kyōdan
                                                                  - 84/57/33. Kōun Zenshin Yamada (1907–1989)
                                                                    - 85/58/34. Robert Aitken (1917–2010) założyciel Diamentowej Sanghi
                                                                    - 85/58/34. Hugo Enomiya-Lassalle (1898–1990)
                                                                    - 85/58/34. Ryoun Masamichi Yamada (ur. 1940)
                                                                    - 85/58/34. Roselyn Seiun'an Stone (ur. 1931)
                                                                    - 85/58/34. Ana Maria Kiun'an Schlüter Rodes (ur. 1935)
                                                                    - 85/58/34. Willigis Koun'ken Jäger (ur. 1925)

                                                                  - 84/57/33. Philip Kapleau (1912–2004) założyciel Rochester Zen Center
                                                                  - 84/57/33. Taizan Maezumi (1931–1995) założyciel Zen Center of Los Angeles
                                                                    - 85/58/34. Charlotte Joko Beck (1917–2011)
                                                                    - 85/58/34. Bernard Baisen Tetsugen Glassman (ur. 1939)
                                                                    - 85/58/34. John Daido Loori (1931–2009)
                                                                    - 85/58/34. Dennis Genpo Merzel (ur. 1944)
                                                                    - 85/58/34. Catherine Genno Pages
                                                                    - 85/58/34. Nicolee Jikyo Miller-McMahon

                                                                  - 84/57/33. Satomi Myōdō (1896–1978)
                                                                  - 84/57/33. Akira Jiun Kubota (ur. 1932)
                                                                  - 84/57/33. Brigitte D'Ortschy (Kōun’an Dōru Chikō)

                                                                - 83/56/32. Tōin Daiken Iida (1863–1937)
                                                                - 83/56/32. Genshū Hongyō Watanabe (1869–1963)
- ; Linia przekazu Maezumiego jako ucznia swojego ojca
- 51/24. Tiantong Rujing (1163–1228)
  - 52/25/1. Eihei Dōgen Kigen (1200–1253) Japonia. Szkoła sōtō
    - 53/26/2. Eihei Koun Ejō (1198–1280) (Eiheiji)
      - 54/27/3. Daijo Tetsū Gikai (1219–1309) (Daijōji)
        - 55/28/4. Eiko Keizan Jōkin (1267–1325) (Daijōji)
          - 56/29/5. Meihō Sotetsu (1277–1350)
            - 57/30/6. Shugan Dojin
              - 58/31/7. Baisan Monpon (zm. 1417) (Ryūtakuji)
                - 59/32/8. Jochū Tengin (1363–1437) (Daitōin)
                  - 60/33/9. Kisan Shosan (1377–1442)
                    - 61/34/10. Morin Shihan (1392–1487)
                      - 62/35/11. Shōshi Sōtai (Taishi Sōtai)
                        - 63/36/12. Kenchu Hantetsu
                          - 64/37/13. Daiju Sōkō
                            - 65/38/14. Kinpō Jusen
                              - 66/39/15. Kaiin Sochin
                                - 67/40/16. Tetsuei Seiton
                                  - 68/41/17. Shūkoku Chuton
                                    - 69/42/18. Ketsuzan Tetsuei
                                      - 70/43/19. Hōshi Sō’on
                                        - 71/44/20 Goho Dainon (Kainon)
                                          - 72/45/21 Tenkei Denson (1648–1735)
                                            - 73/46/22 Shōzan Monko
                                              - 74/47/23 Niken Sekiryo
                                                - 75/48/24 Reitan Roryū
                                                  - 76/49/25 Kakujō Tōsai
                                                    - 77/50/26 Kakuan Ryōgu
                                                      - 78/51/27 Ryōka Daibai
                                                        - 79/52/28 Ungan Guhaku
                                                          - 80/53/29. Baisan Hakujun (1898–1978)
                                                            - 81/54/30. Taizan Maezumi (1931–1995) Japonia, USA
                                                              - 82/55/31/1. Alfred Jitsudo Ancheta USA
                                                              - 82/55/31/1. Susan Myoyu Anderson-Palmer USA
                                                              - 82/55/31/1. Jan Chozen Bays (ur. 1945) USA
                                                              - 82/55/31/1. Charlotte Joko Beck (1917–2011) USA
                                                                - 83/56/32/2. Larry Jissan Christensen USA
                                                                - 83/56/32/2. Anna Christenson USA
                                                                - 83/56/32/2. Geoff Dawson USA
                                                                - 83/56/32/2. Greg Howard USA
                                                                - 83/56/32/2. Barry Magid (ur. 1949) USA
                                                                - 83/56/32/2. Gary Nafstad USA
                                                                - 83/56/32/2. Barbara Muso Penn USA
                                                                - 83/56/32/2. Elihu Genmyo Smith (ur. 1948) USA
                                                                - 83/56/32/2. Diane Eshin Rizzetto (ur. 1942) USA

                                                              - 82/55/31/1. Charles Tenshin Fletcher USA
                                                              - 82/55/31/1. Tetsugen Bernard Glassman (ur. 1939) USA
                                                              - 82/55/31/1. John Daido Loori (1931–2009) USA
                                                              - 82/55/31/1. Dennis Genpo Merzel (ur. 1944) USA, Europa
                                                                - 83/56/32/2. Catherine Genno Pages
                                                                - 83/56/32/2. John Shodo Flatt USA
                                                                - 83/56/32/1 Anton Tenkei Coppens Holandia
                                                                - 83/56/32/1. Małgosia Jiho Braunek Polska Kanzeon Związek Buddyjski
                                                                - 83/56/32/2. Daiel Doen Silberberg USA
                                                                - 83/56/32/2. Nico Sojun Typeman USA
                                                                - 83/56/32/2. Nancy Genshin Gabrysch USA
                                                                - 83/56/32/2. Diane Musho Hamilton USA
                                                                - 83/56/32/2. Michael Mugaku Zimmerman USA
                                                                - 83/56/32/2. Rich Taido Christofferson USA
                                                                - 83/56/32/1. Michel Genko Dubois Francja
                                                                - 83/56/32/2. Tamara Myoho Gabrysch USA
                                                                - 83/56/32/2. Maurice Shonen Knegtel USA
                                                                - 83/56/32/2. KC Kyozen Sato USA
                                                                - 83/56/32/2. Judi Kanchi Warren USA

                                                              - 82/55/31/1. Nicole Jikyo Miller-McMahon USA
                                                              - 82/55/31/1. Louis Mitsunen Nordstrom (ur. 1943) USA
                                                              - 82/55/31/1. John Tesshin Sanderson Meksyk, Hiszpania
                                                              - 82/55/31/1. Gerry Shishin Wick USA
                                                              - 82/55/31/1. William Nyogen Yeo (ur. 1936) USA